# آ۷فا
اشتورم‌پانتسرواگن آ۷فا (به آلمانی: Sturmpanzerwagen A7V - خودروی زرهی تهاجمی) یک تانک آلمانی بود که اواخر جنگ جهانی اول طراحی و تولید شد. مجموعاً ۲۰ دستگاه از این تانک تولید گردید و تأثیر بسیار کمی در جنگ داشت.

## طراحی و توسعه
این تانک اوایل سال ۱۹۱۷ توسط یوزف فولمر تحت نظارت یک کمیته ویژه از بخش دپارتمان ۷ حمل‌ونقل (Abteilung 7 Verkehrswesen - A7V) اداره کل جنگ برای نیروی زمینی امپراتوری آلمان طراحی شد. پایه طراحی بر شنی طولانی‌ترشده کشنده هولت قرار گرفت و در ابتدا قطعاتی از آن از اتریش وارد گردید. نخستین پیش‌نمونه ماه آوریل آماده شد. آ۷فا با وزن ۳۰ تن دو موتور بنزینی دایملر با توان ۲۰۰ اسب بخار در مرکز بدنه جعبه‌شکل خود داشت. جایگاه هدایت در بالای موتور بود. امکان راندن تانک به هر سمتی وجود داشت. تانک به حداکثر سرعت ۱۳ کیلومتر بر ساعت می‌رسید. درون تانک ۱۸ خدمه مستقر بودند. یک توپ کالیبر ۵۷ میلی‌متری در جلوی تانک و ۶ مسلسل در نقاط دیگر قرار داشت. زره تانک ۱۵ تا ۳۰ میلی‌متر بود. ابعاد تانک شامل ۸۰۰ سانتی‌متر طول، ۳۰۵ سانتی‌متر عرض و ۳۳۰ سانتی‌متر ارتفاع می‌شد.

## تولیدات
وزارت جنگ اواخر ماه ژانویه سفارش ساخت ۱۰۰ دستگاه آ۷فا شامل ۱۰ تانک و ۹۰ حمل‌کننده غیر مسلح را داد. پس از انجام آزمایش آزمایش‌ها تصمیم به ساخت ده تانک دیگر گرفته شد. به هر صورت، آلمان با مشکلات عمده ماده اولیه روبرو بود که بسیاری از آن در اثر محاصره دریایی بریتانیا پدید آمده بود. علاوه بر این، هنوز هیچ زیرساختی برای ساخت این سلاح جدید وجود نداشت. نخستین آ۷فا اواخر ماه اکتبر سال ۱۹۱۷ توسط در برلین-مارینفلده تولید شد. با توجه به کمبودها، تنها ۲۰ دستگاه به عنوان تانک تکمیل گشت و ۳۰ دستگاه دیگر حمل‌کننده غیر زرهی شدند.

## تاریخچه عملیاتی
آ۷فا ماه سپتامبر سال ۱۹۱۷ وارد خدمت در نیروی زمینی امپراتوری آلمان گردید و نخستین بار ماه مارس سال ۱۹۱۸ علیه تانک‌های بریتانیایی به کار گرفته شد. تعدادی از تانک‌های غنیمتی سال ۱۹۲۰ توسط لهستان استفاده گشت.